# Municipio Chuma
Das Municipio Chuma liegt im Departamento La Paz im südamerikanischen Anden-Staat Bolivien.

## Lage im Nahraum
Das Municipio Chuma ist eines von drei Municipios der Provinz Muñecas und liegt im westlichen Teil der Provinz. Es grenzt im Westen an die Provinz Eliodoro Camacho, im Süden an die Provinz Omasuyos, im Osten an die Provinz Larecaja, im Nordosten an das Municipio Ayata und im Norden an die Provinz Bautista Saavedra.
Das Municipio hat 120 Ortschaften (localidades). Der Verwaltungssitz des Municipio ist Chuma mit 370 Einwohnern im zentralen Teil des Municipio, die größte Ortschaft ist Chajlaya mit 699 Einwohnern. (Volkszählung 2012)

## Geographie
Das Municipio Chuma liegt auf dem bolivianischen Altiplano auf einer mittleren Höhe von 3000 m, am westlichen Rand der Cordillera Real. Das Klima der Region ist ein typisches Tageszeitenklima, bei dem die Temperaturschwankungen im Tagesverlauf deutlicher ausfallen als im Jahresverlauf.
Die mittlere Durchschnittstemperatur des Municipio liegt bei knapp 14 °C (siehe Klimadiagramm Mocomoco), die Monatsdurchschnittstemperaturen schwanken nur unwesentlich zwischen 11 °C im Juni/Juli und 15 °C von Oktober bis März. Der Jahresniederschlag beträgt etwa 750 mm, die Monatsniederschläge liegen zwischen unter 20 mm von Juli bis August und bei 100 bis 150 mm von Dezember bis März.

## Bevölkerung
Die Einwohnerzahl des Municipio Chuma ist zwischen 1992 und 2024 auf mehr als das Doppelte angestiegen:
| Jahr | Einwohner | Quelle       |
| ---- | --------- | ------------ |
| 1992 | 8.605     | Volkszählung |
| 2001 | 12.874    | Volkszählung |
| 2012 | 11.461    | Volkszählung |
| 2024 | 17.671    | Volkszählung |

Das Municipio hatte bei der letzten Volkszählung von 2012 eine Bevölkerungsdichte von 17,7 Einwohnern/km², die Lebenserwartung der Neugeborenen im Jahr 2001 lag bei 60,3 Jahren, und die Säuglingssterblichkeit war von 9,3 Prozent (1992) auf 7,2 Prozent im Jahr 2001 leicht gesunken.
Der Alphabetisierungsgrad bei den über 19-Jährigen beträgt 62,4 Prozent, und zwar 76,6 Prozent bei Männern und 47,2 Prozent bei Frauen (2001).
71,2 Prozent der Bevölkerung sprechen Spanisch, 88,5 Prozent sprechen Aymara, und 9,8 Prozent Quechua. (2001)
97,0 Prozent der Bevölkerung haben keinen Zugang zu Elektrizität, 84,7 Prozent leben ohne sanitäre Einrichtung (2001).
51,8 Prozent der insgesamt 3.453 Haushalte besitzen ein Radio, 0,3 Prozent einen Fernseher, 5,7 Prozent ein Fahrrad, 0,3 Prozent ein Motorrad, 0,4 Prozent ein Auto, 0,1 Prozent einen Kühlschrank und 0,1 Prozent ein Telefon. (2001)

## Politik
Ergebnis der Regionalwahlen (concejales del municipio) vom 4. April 2010:
| Wahlberechtigte |  | Stimmen | gültig |  | MAS-IPSP | M.P.S. | MSM    | M.T.L. | ASP   | UN    |
| --------------- |  | ------- | ------ |  | -------- | ------ | ------ | ------ | ----- | ----- |
| 4.460           |  | 3.894   | 2.791  |  | 1.190    | 532    | 403    | 322    | 255   | 89    |
|                 |  | 87,3 %  | 71,7 % |  | 42,6 %   | 19,1 % | 14,4 % | 11,5 % | 9,1 % | 3,2 % |

Ergebnis der Regionalwahlen (elecciones de autoridades políticas) vom 7. März 2021:
| Wahl- berechtigte |  | Wahl- beteiligung | gültige Stimmen |  | J.A.LLALLA.L.P. | MAS-IPSP | MTS    | PBCSP  | FPV    | SOL.BO | ASP    |
| ----------------- |  | ----------------- | --------------- |  | --------------- | -------- | ------ | ------ | ------ | ------ | ------ |
| 5.002             |  | 4.384             | 3.259           |  | 1.366           | 1.196    | 213    | 96     | 80     | 70     | 54     |
|                   |  | 87,64 %           | 74,34 %         |  | 41,91 %         | 36,70 %  | 6,54 % | 2,95 % | 2,45 % | 2,15 % | 1,66 % |

## Gliederung
Das Municipio untergliederte sich bei der letzten Volkszählung von 2012 in die folgenden sechs Kantone (cantones):
- 02-0501-01 Kanton Chuma – 32 Ortschaften – 2.785 Einwohner
- 02-0501-02 Kanton Timusí – 25 Ortschaften – 2.317 Einwohner
- 02-0501-03 Kanton Luquisani – 16 Ortschaften – 1.820 Einwohner
- 02-0501-04 Kanton Tuiluni – 15 Ortschaften – 1.211 Einwohner
- 02-0501-05 Kanton Chajlaya – 19 Ortschaften – 1.924 Einwohner
- 02-0501-06 Kanton Sococoni – 13 Ortschaften – 1.404 Einwohner

## Ortschaften im Municipio Chuma
- Kanton Chuma
  - Chuma 370 Einw.

- Kanton Chajlaya
  - Chajlaya 699 Einw.